# Alessandra Amoroso
Alessandra Amoroso (Galatina, 12 agosto 1986) è una cantante italiana.
Ha raggiunto il successo nel 2009 grazie alla partecipazione e alla vittoria dell'ottava edizione del talent show Amici di Maria De Filippi con l'83% dei voti. Nel corso della carriera ha pubblicato nove album, di cui sette in studio, esordendo sette volte alla prima posizione della classifica FIMI Album, e numerosi singoli, risultando, a dicembre 2023, la terza cantante lanciata da un talent show italiano ad aver venduto più copie certificate dalla FIMI, con 3 000 000 unità.
Nel corso della sua carriera ha ricevuto undici SEAT Music Awards per le sue vendite, due MTV Awards, due Power Hits Estate e due MTV Europe Music Awards, nelle categorie miglior artista dell'Europa meridionale e miglior artista italiana. Ha inoltre ricevuto altre candidature ai World Music Award, ai TRL Awards e ai Nickelodeon Kids' Choice Awards oltre ad aver presenziato a Los Angeles come portavoce italiana per spotify egual.

## Biografia

### 2007-2009: Gli inizi e la vittoria adAmici 8
Le sue origini sono puramente salentine: nata a Galatina, da padre originario di Alessano e madre di Otranto, cresce a Lecce.
Sin da giovane partecipa a numerose competizioni a livello locale. Nel giugno 2007 vince la seconda edizione del concorso pugliese Fiori di Pesco. A diciassette anni partecipa ai provini per il talent show Amici di Maria De Filippi, ma viene scartata benché abbia superato diverse audizioni. Riesce ad entrare nel talent show nell'ottava edizione, grazie al quale firma un contratto con Sony Music.
Il primo singolo della cantante è Immobile, il brano raggiunge la prima posizione della Top Singoli e viene certificato disco di platino dalla FIMI. Il 14 gennaio 2009 accede alla fase serale di Amici di Maria De Filippi e il 25 marzo 2009 viene proclamata vincitrice, ottenendo così il primo premio di 200.000 euro. Nella stessa serata riceve il premio della critica, una borsa di studio del valore di 50.000 euro.

### 2009:Stupida

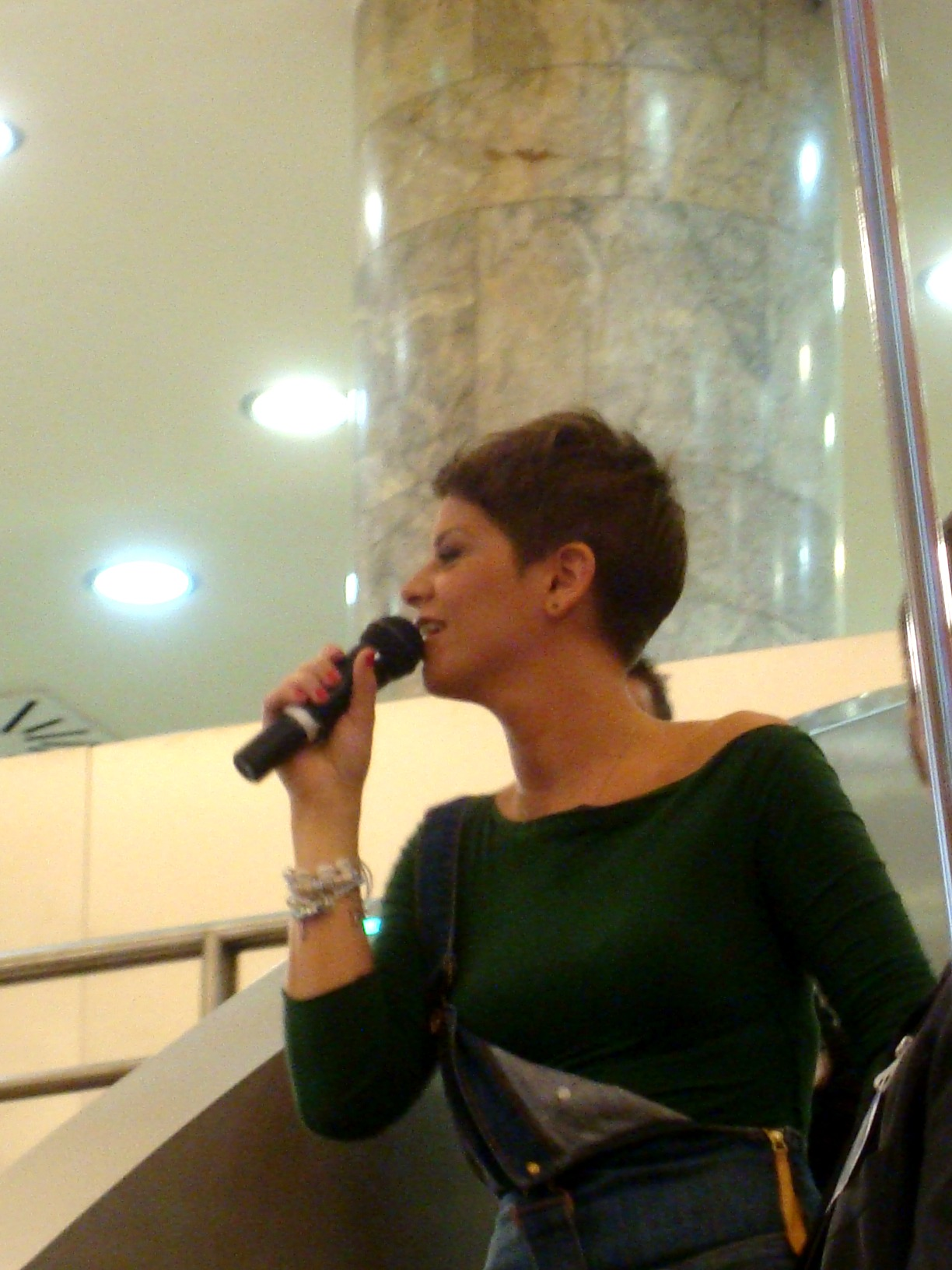
Alessandra Amoroso nel 2009

Il 27 marzo 2009 viene pubblicato il secondo singolo della cantante, Stupida, brano già presentato durante la terza puntata di Amici di Maria De Filippi. Il singolo ottiene un ottimo successo in madrepatria, raggiungendo la vetta della Top Singoli, e ha anticipato l'uscita del primo EP della cantante, intitolato anch'esso Stupida e pubblicato il 10 aprile 2009 da Sony Music. Il disco ottiene un ottimo successo sin dalla pubblicazione: diventa disco d'oro grazie ai preordini e in seguito viene certificato triplo disco di platino per le oltre 180.000 copie vendute. Il 6 giugno 2009 Amoroso, in occasione degli annuali Wind Music Awards, ha ricevuto due dischi multiplatino per le vendite dell'EP. Del brano Stupida è stata incisa una cover in lingua spagnola dalla cantante La India, intitolata Estupida.
Durante il semestre 2009 la cantante è stata impegnata con lo Stupida tour e con varie partecipazioni a spettacoli musicali. Il 16 giugno 2009, a Torino, ha partecipato ad Amici - La sfida dei talenti, uno spettacolo condotto da Maria De Filippi con alcuni dei protagonisti del talent show di tutte le prime otto edizioni, durante la quale è stata battuta nella sfida di canto da Karima, concorrente della sesta edizione; la sfida finale viene vinta dalla ballerina della seconda edizione Anbeta Toromani. Il 21 dello stesso mese ha preso parte al concerto di beneficenza Amiche per l'Abruzzo, ideato da Laura Pausini per aiutare la popolazione colpita dal Terremoto dell'Aquila del 2009, mentre il giorno seguente ha partecipato alla Notte della Taranta a Melpignano.

### 2009-2010:Senza nuvole

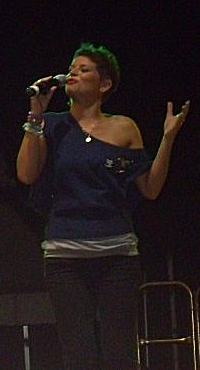
Alessandra Amoroso in concerto ad Alcamo

Il 25 settembre 2009 Alessandra Amoroso ha pubblicato l'album di debutto Senza nuvole, reso disponibile in edizione standard e speciale con un DVD aggiuntivo. L'album viene anticipato dal singolo Estranei a partire da ieri, che viene trasmesso nelle radio a partire dalla fine di agosto. Il 3 ottobre è ospite a Lampedusa nella manifestazione O' Scià di Claudio Baglioni.
L'8 ottobre ha presentato per la prima volta dal vivo il disco al Limelight di Milano con ingresso riservato ai vincitori di svariati concorsi istituiti da Radio Kiss Kiss, sponsor - fra l'altro - dell'evento, da Fornarina, MTV e dal fansblog, oltre che dalla Sony Music stessa, attraverso l'opendisc contenuto nell'album Senza nuvole. I fan hanno potuto assistere alla proiezione del concerto in 37 cinema selezionati in tutta Italia che hanno trasmesso l'evento in diretta via satellite, in alta definizione. L'evento viene successivamente riproposto il 20 dicembre 2009 in terza serata su Italia 1, ottenendo circa il 10% di share.
L'album debutta alla vetta della Classifica FIMI Album, posizione mantenuta per quattro settimane consecutive. Il secondo singolo estratto dall'album è la title track Senza nuvole, singolo che in seguito verrà certificato disco di platino e che è una delle colonne sonore di Amore 14, film di Federico Moccia. Nel mese di novembre la cantante affianca Gianni Morandi nella conduzione di Grazie a tutti, un varietà, formato da quattro prime serate, andate in onda su Rai 1. Insieme a Morandi, inoltre, registra il duetto Credo nell'amore contenuto nell'album del cantante Canzoni da non perdere.
In concomitanza con l'inizio del Senza nuvole live tour, il 22 gennaio 2010 entra in rotazione radiofonica il terzo singolo dall'album, Mi sei venuto a cercare tu, brano scritto da Marco Ciappelli e Diego Calvetti. Nel corso della terza e della quarta serata del Festival di Sanremo 2010, Amoroso calca il palco del teatro Ariston come duettante: interpreta, infatti, il brano Per tutte le volte che... con Valerio Scanu, il vincitore del festival. Il 2 aprile 2010 viene estratto il quarto singolo dall'album, Arrivi tu. L'8 maggio 2010 la cantante partecipa ai TRL Awards 2010, per le due nomination ricevute nella categoria MTV First Lady e My TRL Best Video; partecipa anche ai Wind Music Awards 2010, vincendo il premio multiplatino per Senza nuvole. Durante l'estate 2010 la cantante è stata impegnata con Un'estate senza nuvole live tour, tour promozionale dell'album Senza nuvole, quest'ultimo successivamente certificato quattro volte disco di platino dalla FIMI per le oltre 240 000 copie vendute in Italia.

### 2010-2013:Il mondo in un secondoeCinque passi in più

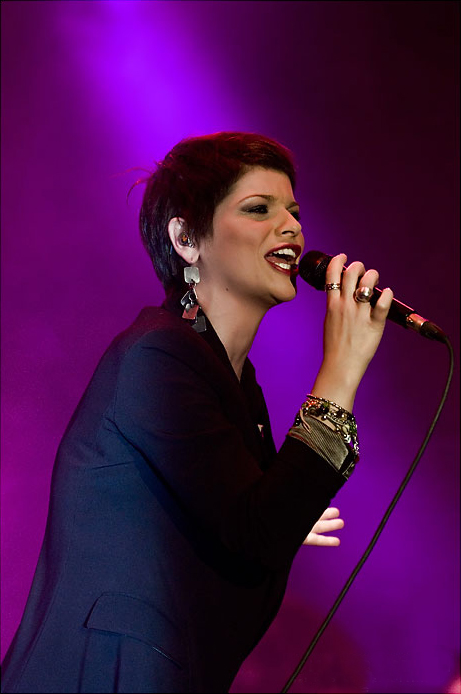
Alessandra Amoroso in un concerto a Firenze nel 2010

Il 1º settembre 2010 viene pubblicato il singolo La mia storia con te, scritto da Marco Ciappelli, Saverio Grandi, Angelosanti e Campedelli, è il singolo apripista dall'album di inediti Il mondo in un secondo, pubblicato il 28 settembre 2010 dalla Sony Music. L'album e il singolo, scelto come colonna sonora della fiction La figlia di Elisa 2, hanno raggiunto rispettivamente la prima e la seconda posizione delle classifiche italiane; l'album inoltre viene certificato quattro volte disco di platino per le oltre 200 000 copie vendute. A novembre esce il secondo singolo Urlo e non mi senti.
All'album fa seguito il tour Il mondo in un secondo Tour, costituito da due date nel mese di dicembre 2010 (una delle quali è andata in onda su Italia 1 il 25 dicembre) e dal resto delle date a partire dal marzo 2011. In concomitanza con l'inizio de Il mondo in un secondo tour, viene lanciato il terzo singolo dall'album, Niente, mentre il 20 maggio 2011 viene lanciato il quarto singolo Dove sono i colori. La cantante viene premiata ai Wind Music Awards 2011 per le vendite dell'album Il mondo in un secondo.
Il 23 settembre 2011, durante un'ospitata a I migliori anni, viene annunciata l'uscita nel mese di dicembre di un album dal vivo, contenente anche cinque inediti. Il 29 settembre è ospite a Lampedusa, per il secondo anno consecutivo, alla manifestazione O' Scià di Claudio Baglioni.
Il 4 novembre 2011 la cantante ha pubblicato il singolo inedito È vero che vuoi restare, che ha anticipato l'album dal vivo Cinque passi in più. Il disco è stato distribuito a partire dal 5 dicembre, raggiungendo la seconda posizione della classifica italiana. Il 20 gennaio 2012 è stato pubblicato il secondo singolo Ti aspetto. Un mese prima dell'inizio del Festival di Sanremo 2012 viene annunciata la sua partecipazione in qualità di ospite durante la serata dei duetti del venerdì con Emma nel brano Non è l'inferno. Questa versione è stata anche pubblicata nella riedizione dell'album Sarò libera di Emma pubblicata il 15 febbraio 2012. Nello stesso mese la cantante riceve anche una nomination ai Nickelodeon Kids' Choice Awards 2012 nella categoria "Miglior cantante italiano".
Il 31 marzo 2012 Alessandra Amoroso fa ritorno ad Amici di Maria De Filippi, talent show che l'ha vista vincitrice nel 2009. Rientra in gara, insieme ad altri 8 altri volti noti usciti dal talent, con una sfida articolata in nove puntate. Durante il programma presenta il singolo Ciao, singolo che successivamente diverrà disco d'oro, estratto dalla riedizione dell'album Cinque passi in più, pubblicato il 22 maggio 2012 con il titolo Ancora di più - Cinque passi in più, contenente tre ulteriori inediti. La riedizione, a una settimana dalla sua pubblicazione, raggiunge la vetta della classifica italiana. Il 26 maggio 2012 viene premiata ai Wind Music Awards per le vendite dell'album.
Risulta essere la vincitrice della categoria Big del serale dell'undicesima edizione, ottenendo quindi il premio consistente in un concerto gratuito presso l'Arena di Verona, si tratta del Concerto del vincitore - Tezenis Live che Amoroso ha voluto condividere con Emma. Il concerto si è svolto il 5 settembre all'Arena di Verona ed è stato poi trasmesso su Canale 5 il 6 settembre. Nel corso della serata vi sono stati molti filmati e racconti. Ospiti della serata Pino Daniele, Fiorella Mannoia, con cui hanno duettato, Marco Carta ed Annalisa. Il 27 settembre prende parte alla prima serata della X edizione di O'Scià a Lampedusa. L'Amoroso ha duettato con Biagio Antonacci ad una tappa del tour di quest'ultimo Insieme Finire. Nel 2012 la cantante ha anche creato il suo fanclub ufficiale. Ha tenuto un concerto in piazza a Castelsardo, in provincia di Sassari, per il Capodanno e il 2 gennaio 2013 a Scafati.

### 2013-2015:Amore puro e concerto-evento all'Arena di Verona

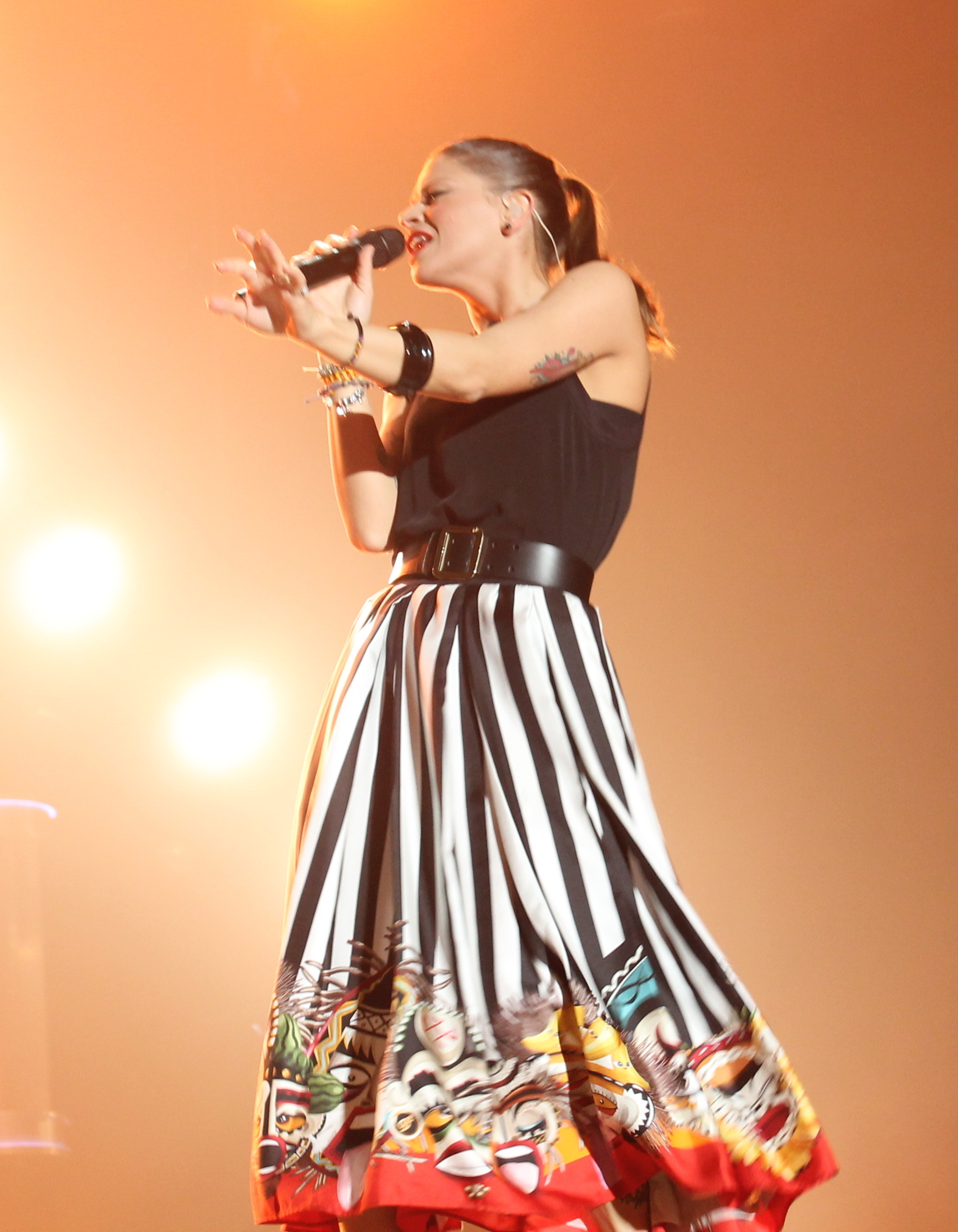
Alessandra Amoroso in concerto a Firenze il 9 aprile 2014 presso il Nelson Mandela Forum

Il 13 aprile 2013 è presente come ospite alla terza puntata della dodicesima edizione del serale di Amici di Maria De Filippi per duettare con la concorrente Greta Manuzi, in quest'occasione annuncia l'uscita del suo nuovo album per il mese di settembre dello stesso anno. L'11 maggio si esibisce insieme ad altri artisti a Milano in piazza Duomo in occasione del concerto organizzato da Radio Italia. Il 27 maggio tramite un comunicato pubblicato su Facebook viene annunciato che il nuovo album sarà prodotto dal cantautore Tiziano Ferro. Anticipato dal sito della Mondadori la cantante conferma il 16 agosto che il nuovo album sarà intitolato Amore puro e sarà pubblicato il 24 settembre; in seguito il 21 dello stesso mese pubblica la copertina del suo nuovo album sulla propria pagina ufficiale di Facebook. Il singolo, che ha lo stesso titolo dell'album, è uscito il 30 agosto, ha debuttato alla posizione numero 4 della FIMI ed è stato certificato disco di platino. L'11 ottobre 2013, dopo due settimane di rilevazione, la FIMI certifica l'album disco d'oro per le 30 000 copie vendute ed in seguito è stato certificato doppio disco di platino, per aver venduto oltre 100 000 copie.
Il 29 ottobre viene pubblicato l'album tributo a Lucio Dalla di Fiorella Mannoia intitolato A te, in esso è presente un duetto tra la Mannoia e l'Amoroso nel brano La sera dei miracoli. A dicembre parte con il tour omonimo nei palazzetti italiani. Nel mese di dicembre l'album viene certificato disco di platino per le oltre 60 000 copie vendute.
Il 15 novembre esce in radio il secondo singolo, Fuoco d'artificio. Il 31 dicembre si è esibita al concerto di Capodanno in piazza a Salerno.
Il 15 febbraio presenta ad Amici di Maria De Filippi il terzo singolo estratto dall'album, Non devi perdermi, successivamente certificato disco d'oro dalla FIMI.
il 3 maggio 2014 esegue l'Inno di Mameli prima della finale di Coppa Italia 2013-2014. Nei giorni successivi alla partecipazione di Francesco Renga al Festival di Sanremo 2014, viene pubblicato l'album del cantante, intitolato Tempo reale, contenente un duetto con Alessandra Amoroso dal titolo L'amore altrove, pubblicato come singolo il 9 gennaio 2015.
Il 19 maggio ha luogo il suo concerto-evento all'Arena di Verona, a cui hanno partecipato, in ordine di esecuzione, Emma, Annalisa, Moreno, Fiorella Mannoia, il comico Giorgio Panariello e Marco Mengoni. Lo spettacolo, intitolato "Alessandra Amoroso in Amore puro", è registrato sotto la produzione e la regia di Roberto Cenci e mandato in onda il 30 luglio 2014 su Canale 5, ottenendo un ascolto di 2 462 000 telespettatori pari all'11,93% di share.
Il 21 giugno 2014 Alessandra vince il premio Wonder Woman agli MTV Awards 2014, superando le altre candidate: Katy Perry, Laura Pausini e Miley Cyrus. Nello stesso mese partecipa al Summer Festival dove vince durante la terza serata con Non devi perdermi. Il 27 giugno 2014 pubblica il quarto estratto da Amore puro, Bellezza, incanto e nostalgia; lo stesso giorno esce il video ufficiale in anteprima su TGcom24 pubblicato il giorno dopo su YouTube e subito in vetta all'airplay radiofonico italiano. Il singolo viene certificato disco d'oro per aver venduto più di 15 000 copie. Il 24 ottobre è stato pubblicato il quinto singolo estratto dall'album, L'hai dedicato a me.
L'11 dicembre 2014 partecipa a una tappa del tour di Pino Daniele e, in seguito, ha preso parte anche alla XXII edizione del Concerto di Natale nella Città del Vaticano.
Il 2 gennaio 2015 si è esibita ad un concerto in piazza Tasso a Sorrento.

#### Vittoria agli MTV EMA 2014 come Best Italian Act e Best Europe South Act
Il 16 settembre 2014, Alessandra si aggiudica la quinta nomination nella categoria Best Italian Act per gli MTV Europe Music Awards 2014, dopo aver battuto gli altri quattro nominati (Dear Jack, Levante, Moreno e Rocco Hunt) attraverso una votazione social media via twitter.
Vince il premio il 23 ottobre dopo aver battuto Caparezza, Club Dogo, Emis Killa e Giorgia e di conseguenza ha concorso al premio di Best Europe South Act, che ha vinto il 30 ottobre battendo Enrique Iglesias (Spagna), Indila (Francia), David Carreira (Portogallo) e Vegas (Grecia).
Tale vittoria le permette di rappresentare il Sud Europa e di essere tra i dieci finalisti mondiali a contendersi il premio di Worldwide Act, vinto dall'artista cinese Bibi Zhou; ha partecipato allo show avvenuto il 9 novembre all'SSE Hydro di Glasgow.

#### A mio modo vi amoe collaborazioni
Il 22 gennaio 2015 la cantante ha annunciato l'uscita del libro A mio modo vi amo, da lei scritto e che raccoglie vari racconti e pensieri scritti dai suoi fan. Pubblicato il 10 marzo, il libro ha riscosso un incredibile successo commerciale: esso, infatti, in meno di una settimana, raggiunge i vertici delle classifiche letterarie ed a meno di un mese dalla pubblicazione va in ristampa dopo le migliaia di copie vendute.
Nei primi giorni di febbraio la cantante raggiunge due traguardi: 100 milioni di visualizzazioni sul suo canale Vevo e supera un milione di copie vendute, ottenendo 16 dischi di platino per gli album pubblicati, in poco più di cinque anni di carriera. Tali numeri vengono paragonati a quelli di artisti internazionali. Il 9 febbraio è protagonista della rivista Rolling Stone Italia nel numero intitolato: "Le 100 facce della musica italiana", che raccoglie i volti più influenti del panorama musicale italiano.
Il 18 aprile 2015 duetta con Stash dei The Kolors al singolo Me Minus You nel programma Amici di Maria De Filippi. Il 14 giugno dello stesso anno Amoroso vince il premio Wonder Woman agli MTV Italia Awards 2015, superando le altre candidate: Annalisa, Ariana Grande e Taylor Swift. Il 21 giugno si esibisce a Torino davanti a Papa Francesco, cantando l'inno ufficiale del raduno dei giovani composto appositamente per la visita papale.
Il 28 luglio 2015 viene pubblicato il singolo A tre passi da te del gruppo reggae Boomdabash, cantato in duetto con la cantante, certificato disco d'oro. Lo stesso giorno Amoroso annuncia di avere due noduli alle corde vocali e il 29 luglio 2015 affronta l'intervento, andato poi a buon fine.

### 2015-2016:Alessandra Amoroso, il primo album in spagnolo
Il 15 maggio 2015 viene pubblicato il primo singolo in lingua spagnola della cantante intitolato Grito y no Me Escuchas, versione tradotta del brano Urlo e non mi senti scritto da Kekko dei Modà e contenuto nell'album Il mondo in un secondo. Il singolo riscuote successo soprattutto in Messico, dove si piazza nella classifica dei brani in spagnolo più passati dalle radio del paese.
Con un comunicato stampa, Sony Music España rivela che il primo album in lingua spagnola dell'artista italiana sarà un self-titled e che uscirà in tutti gli store fisici e digitali il 18 settembre 2015, dal titolo Alessandra Amoroso, prodotto da José Luis Pagan.
L'album contiene 12 tra i maggiore successi di Alessandra, adattati in lingua spagnola, e un singolo inedito appositamente registrato per questo progetto, dal titolo Me siento sola e cantato in duetto con Mario Domm, noto cantante latino membro dei Camila, che viene pubblicato come secondo singolo in lingua spagnola il 30 luglio 2015. Il singolo, non pubblicato in Italia ma solo nei paesi latini, riscuote subito successo radiofonico, soprattutto in Spagna, dove figura fin da subito tra i brani più passati in radio. Anche in Messico il brano viene accolto calorosamente arrivando, nel giro di poche settimane, fino alla sesta posizione della classifica dei brani spagnoli più trasmessi e rimarrà nella top ten per ben nove settimane consecutive. Il brano è stato registrato a Los Angeles agli Speakeasy Studios LA e vede alla batteria la collaborazione di Matt Laug (Alice Cooper, Slash, Vasco Rossi) insieme agli ingegneri del suono Saverio Principini e Marco Sonzini.
Dopo la sua pubblicazione, l'album raggiunge la posizione 31 in Spagna e scende solamente alla #39 dopo 7 settimane. Nel mese di novembre, Alessandra parte per un tour promozionale che tocca molti paesi dall'America Latina, a partire dalla Costa Rica ed esibendosi anche negli Stati Uniti, per la prima volta in diretta televisiva. A fine mese Alessandra torna in America Latina e continua il suo tour promozionale in Messico e Argentina, attraverso radio e TV.
Viene annunciato il terzo singolo ufficiale estratto dall'album: Este amor lo vale, pubblicato il 22 gennaio 2016.

### 2015-2016:Vivere a colorie il Guinness dei primati
Il 7 novembre 2015 presenta per la prima volta il singolo Stupendo fino a qui, durante la sua apparizione al programma televisivo Tú sí que vales. Il singolo, piccolo assaggio del nuovo album, viene lanciato in rotazione radiofonica il 13 novembre e pubblicato tramite download gratuito sulla sua pagina Facebook.
L'11 dicembre annuncia il nuovo album, il quarto in studio, intitolato Vivere a colori che verrà pubblicato il 15 gennaio 2016. Lo stesso giorno annuncia due anteprime del Vivere a colori tour: il 27 maggio al PalaLottomatica di Roma e il 30 maggio al Mediolanum Forum di Assago, entrambe le date sono dichiarate esaurite e raddoppiate nel mese di ottobre.
L'8 gennaio 2016, l'album viene reso disponibile sulla piattaforma digitale di iTunes come pre-order: prenotandolo, si ricevono in anteprima i brani Stupendo fino a qui, La vita in un anno e Il mio stato di felicità. Inoltre, 12 ore dopo la pubblicazione, tutte e tre le tracce raggiungono la vetta della classifica iTunes, occupando le prime tre posizioni della piattaforma.
Il 14 e il 19 gennaio 2016 presenta, in anteprima, l'album presso Piazza Città di Lombardia a Milano e in piazza Sant'Oronzo a Lecce. Nella scaletta sono presenti brani di album precedenti (Estranei a partire da ieri, Immobile) e brani dell'album Vivere a colori che verrà reso disponibile all'indomani (Stupendo fino a qui, La vita in un anno, Il mio stato di felicità, Vivere a colori e Comunque andare). Inoltre, durante l'evento, la piazza si è trasformata in un'esplosione di colori, grazie al coinvolgimento dei fan, i quali hanno potuto ballare sulle note di Vivere a colori proprio insieme all'artista.
Il 15 gennaio 2016 viene pubblicato l'album. Nel primo giorno di pubblicazione, riscuote già da subito un buon successo a livello nazionale, posizionandosi direttamente alla prima posizione su iTunes in Italia e con tre tracce dell'album nella top 3 sempre di iTunes. Successo anche a livello internazionale, rientrando nella top 10 iTunes in Estonia, Malta e Svizzera, in top 100 iTunes in diversi paesi, quali Belgio, Slovenia, Germania, Messico, Lettonia, Bulgaria e in top 200 iTunes in Austria, Ecuador, Spagna e Irlanda. Sono ben 10 i singoli che, invece, entrano in top 200 iTunes Italia nel giorno della pubblicazione dell'album. L'album si colloca alla posizione 1 degli album più venduti in Italia, facendo crescere il record detenuto della cantante, con tutti i suoi album studio che debuttano alla prima posizione.
Nel gennaio 2016 l'album si posiziona al 18º posto nella classifica degli album più venduti al mondo, mentre nel mese di novembre viene certificato doppio disco di platino dalla FIMI per le oltre 100 000 copie vendute in Italia. A ottobre 2018 l'album viene certificato tre volte disco di platino per aver venduto oltre 150 000 copie e contemporaneamente il brano Avrò cura di tutto (tratto dal disco) è stato certificato disco d'oro.
Il 26 febbraio 2016 viene pubblicato il secondo singolo Comunque andare, certificato quadruplo disco di platino. Il 1º aprile 2016 è uscito l'album di Loredana Bertè Amici non ne ho... ma amiche sì!, contenente tra i vari duetti, quello con Alessandra Sei bellissima, estratto come singolo il 28 ottobre 2016. Il 12 maggio, in occasione della sua partecipazione al programma E poi c'è Cattelan, cerca di stabilire un nuovo record per il maggior numero di duetti nell'arco di due minuti (con 19 persone). Il 20 maggio è arrivata la certificazione dell'entrata nei Guinness dei primati.
Il 17 giugno 2016 viene estratto come terzo singolo l'omonimo Vivere a colori.
Risulta essere la quinta artista femminile e la prima cantante italiana più ascoltata su Spotify nel 2016, oltre a rientrare nella Top 50 della classifica internazionale Social 50 stilata settimanalmente da Billboard, che tiene conto del successo sui social degli artisti, dove è arrivata alla trentaduesima posizione.

### 2018-2019:10
Il 5 ottobre 2018 ha pubblicato il sesto album in studio 10, titolo scelto per celebrare i dieci anni di attività da solista della cantante. Come anticipazione al disco sono stati pubblicati singoli La stessa e Trova un modo. Nella prima settimana di pubblicazione, l'album è stato certificato disco d'oro per aver venduto oltre 25 000 copie..
Il 4 gennaio 2019 ha pubblicato il terzo singolo Dalla tua parte. Il mese seguente è stata ospite del 69º Festival di Sanremo, ricevendo una standing ovation da parte del pubblico grazie alla sua interpretazione di Io che non vivo (senza te) con Claudio Baglioni.
Il 5 marzo 2019 è iniziata la tournée nazionale relativa all'album. Il 29 dello stesso mese è uscito il quarto singolo Forza e coraggio. Ad inizio giugno è invece uscito il singolo Mambo salentino, inciso dai Boomdabash in collaborazione con la cantante, certificato triplo disco di platino.
Il 23 giugno 2019 ha annunciato di prendersi una pausa a tempo indeterminato dal mondo della musica per dedicarsi alla sua vita privata. Il 20 dicembre dello stesso anno ha comunque pubblicato una nuova versione di Immobile, intitolata Immobile 10+1, in occasione dei suoi dieci anni di carriera.

### 2020-2022:Tutto accade

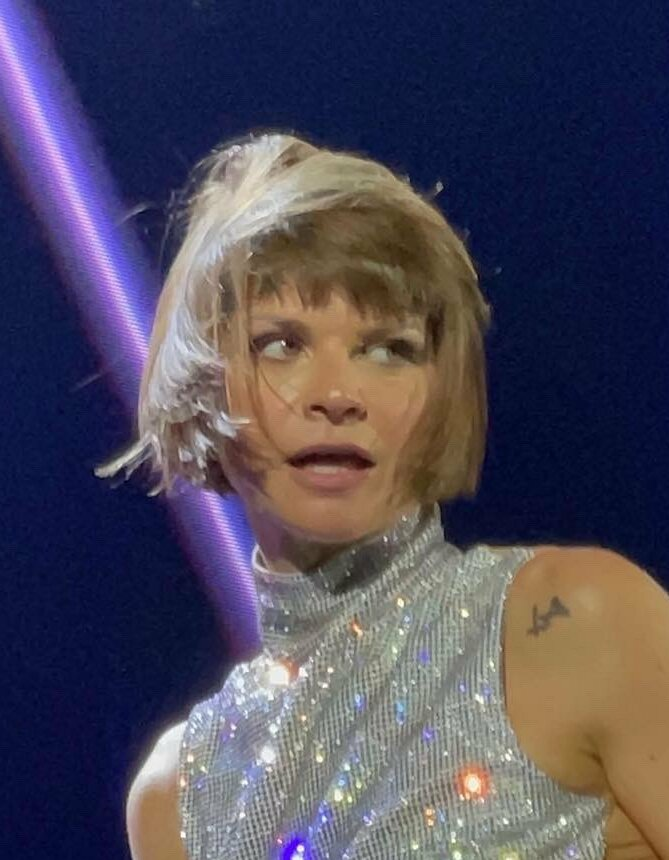
Alessandra Amoroso nel corso del Tutto accade tour

Nel 2020 Amoroso è tornata a collaborare con i Boomdabash alla realizzazione del singolo Karaoke, pubblicato il 12 giugno e in seguito incluso nella raccolta Don't Worry (Best of 2005-2020) del quartetto. Il 15 gennaio 2021 è uscito il singolo Pezzo di cuore, realizzato insieme a Emma e contenuto nella raccolta Best of Me.
Il 7 e l'8 aprile vengono rispettivamente pubblicati i singoli Piuma e Sorriso grande, presentati dal vivo durante un concerto tenuto dalla cantante a Roma in live streaming. Il 3 settembre è uscito il terzo singolo Tutte le volte ed annunciato il settimo album Tutto accade, distribuito il 22 ottobre. Il quarto singolo è stato Canzone inutile, diffuso il 12 novembre. Durante il 2022 sono stati pubblicati digitalmente i singoli inediti Camera 209 e Notti blu, inclusi poco tempo dopo nella riedizione digitale dell'album.
Per la promozione del disco la cantante ha intrapreso anche una tournée promozionale, culminata con il concerto evento Tutto accade a San Siro avvenuto presso lo Stadio Giuseppe Meazza di Milano, divenendo pertanto la seconda artista femminile a tenere un'esibizione in uno stadio dopo Laura Pausini. L'11 giugno 2022 si è esibita nel corso del concerto benefico contro la violenza contro le donne Una. Nessuna. Centomila tenutosi al Campovolo di Reggio Emilia insieme a Elisa, Giorgia, Emma, Laura Pausini, Fiorella Mannoia e Gianna Nannini.

### 2024-presente: Festival di Sanremo 2024 eIo non sarei
Nel 2024 ha preso parte al Festival di Sanremo con il brano Fino a qui, classificatosi al nono posto nella serata conclusiva. L'8 maggio 2024 partecipa alla riedizione di Una. Nessuna. Centomila – in Arena, alla fine dello stesso mese esce con il suo ultimo singolo Mezzo rotto in collaborazione con BigMama, che ha raggiunto la sesta posizione in classifica durante l'estate e in seguito è stato certificato doppio disco di platino in Italia e disco d'oro in Polonia.
Il 1º novembre 2024 è uscito il singolo Si mette male. Il 20 dicembre è seguito il singolo Rimani rimani rimani. Il 14 febbraio 2025 è tornata al Festival di Sanremo, stavolta come ospite della quarta serata dedicata alle cover, duettando con Serena Brancale sulle note del brano If I Ain't Got You di Alicia Keys, classificatosi al tredicesimo posto. Il 4 aprile ha pubblicato il singolo Cose stupide, seguito il 30 maggio dal singolo Serenata, insieme a Serena Brancale. Il 13 giugno ha pubblicato il suo ottavo album in studio Io non sarei, che ha poi esordito in vetta alla classifica FIMI Album.

## Vita privata
Nel 2015 ha intrapreso una relazione con il produttore discografico Stefano Settepani, terminata nel dicembre 2019.
Dal 2023 è legata sentimentalmente al tecnico del suono Valerio Pastore, da cui ha ricevuto una proposta di matrimonio al termine del suo concerto a Lecce il 7 agosto 2025. A marzo 2025 ha comunicato ufficialmente di essere in attesa della loro prima figlia.

## Stile e influenze musicali
In gran parte delle pubblicazioni dell'artista emergono sonorità prettamente pop, sebbene nel suo stile sono presenti anche influenze dalla musica afroamericana. L'artista è caratterizzata da una timbrica «sabbiata», definita anche una voce «nera»: Luca Jurman ne ha riscontrato delle somiglianze con Anita Baker.
La cantante ha dichiarato che le sue principali influenze musicali sono Anastacia, punto di riferimento per l'artista salentina, che vorrebbe diventare come la donna bianca dalla voce nera, Aretha Franklin per la musica straniera e Mina per quanto riguarda la musica italiana.

## Discografia

### Album in studio
- 2009 – Senza nuvole
- 2010 – Il mondo in un secondo
- 2013 – Amore puro
- 2015 – Alessandra Amoroso
- 2016 – Vivere a colori
- 2018 – 10
- 2021 – Tutto accade
- 2025 – Io non sarei

### Album dal vivo
- 2011 – Cinque passi in più
- 2019 – 10, io, noi

## Tournée
- 2009 – Stupida tour
- 2010 – Senza nuvole live tour
- 2010 – Un'estate senza nuvole live tour
- 2011 – Il mondo in un secondo live tour
- 2011 – Il mondo in un secondo summer tour
- 2013-2014 – Amore puro tour
- 2016-2017 – Vivere a colori tour
- 2019 – 10 tour
- 2022 – Tutto accade tour
- 2024 – Fino a qui in tour
- 2025 – Fino a qui summer tour

### Band
La band ufficiale di Alessandra Amoroso è composta da:
- David Pieralisi – chitarra elettrica
- Alessandro Magnalasche – chitarra acustica
- Roberto Bassi – tastiera
- David Pecchioli – batteria
- Ronny Aglietti – basso
- Pamela Scarponi – cori
- Luciana Vaona – cori

## Partecipazioni a manifestazioni canore
- Festival di Sanremo (Rai 1)
  - 2024 – 9º posto con Fino a qui

## Filmografia
- Io che amo solo te, regia di Marco Ponti (2015)

## Programmi televisivi
- Amici di Maria De Filippi (Canale 5, 2008-2009, 2018) - concorrente, vincitrice (2008-2009); giurata (2018)
- Grazie a tutti (Rai 1, 2009) - co-conduttrice
- Concerto del vincitore - Tezenis Live (Canale 5, 2012)
- Partita del cuore (Rai 1, 2020) - capitano di una squadra
- Tutto accade a San Siro (Canale 5, 2022)
- GialappaShow (TV8, 2025) - co-conduttrice

## Riconoscimenti
2009

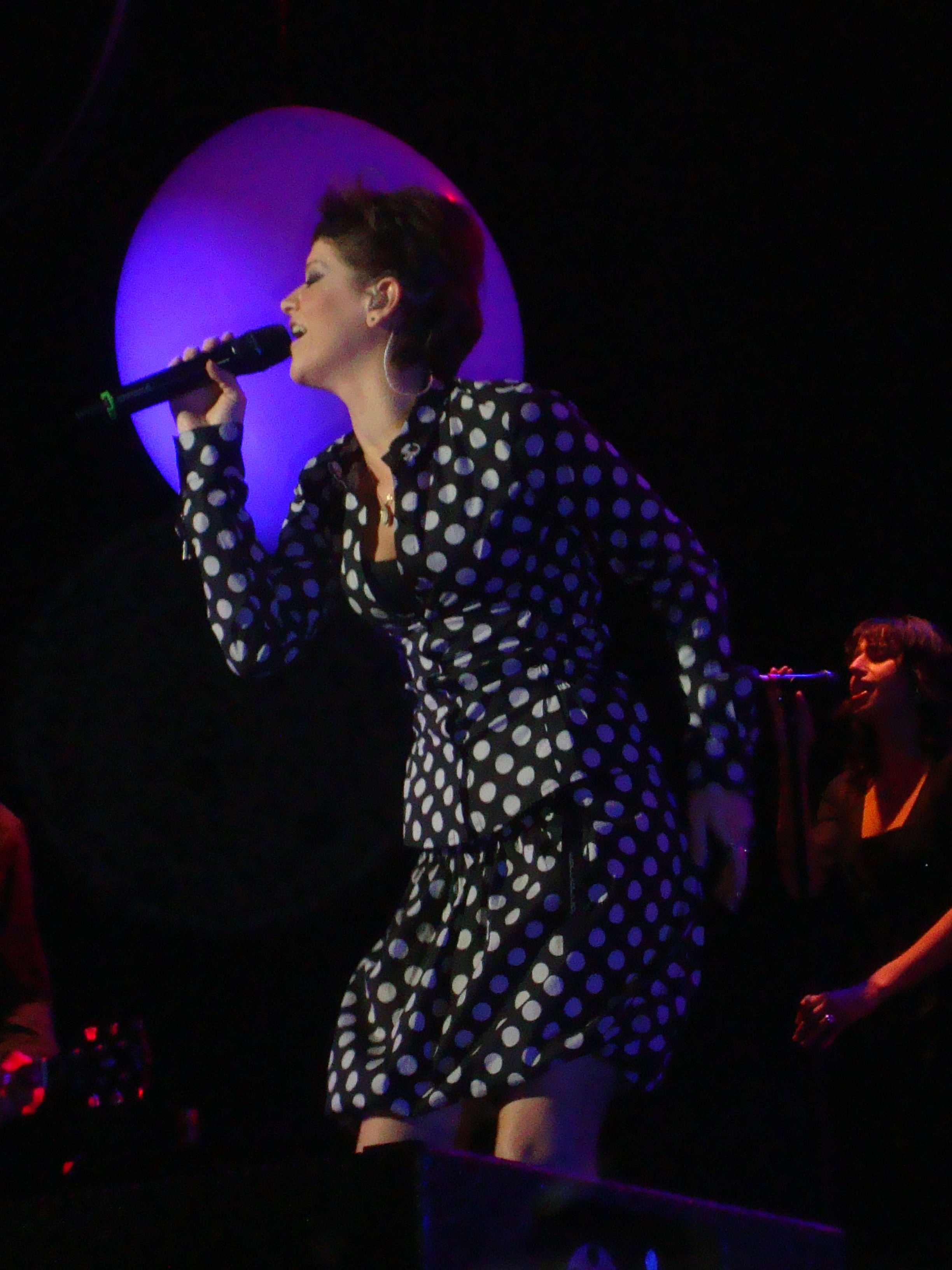
Alessandra Amoroso nel 2009

- Vincitrice del premio della critica nell'ottava edizione di Amici di Maria De Filippi
- Wind Music Awards per le vendite dell'EP Stupida e della compilation Scialla (ritirato insieme ai colleghi di Amici di Maria De Filippi)[147]
- Premio Roma Videoclip per il video musicale di Senza nuvole
- Talento Donna 2009, per aver dimostrato il suo talento e per essersi distinta in ambito femminile dalle altre colleghe
- premio della critica da "Musica e dischi" per l'EP Stupida come miglior opera prima

2010
- Wind Music Awards Premio multiplatino album per Senza nuvole[33][148]
- Premio Barocco

2011
- Wind Music Awards Premio multiplatino album per Il mondo in un secondo[48]

2012
- Wind Music Awards Premio multiplatino album per Cinque passi in più
- Rockol Awards come miglior canzone italiana con Ciao
- Rockol Awards come miglior video italiano con Ciao

2013
- MTV Autumn Clash come miglior album con Amore puro
- Rockol Awards come miglior canzone italiana con Amore puro

2014
- Music Awards 2014 Premio platino album per Amore puro
- MTV Love Clash come miglior singolo per San Valentino con Fuoco d'artificio
- MTV Awards 2014: Wonder Woman
- Summer Festival: Canzone dell'estate (3ª puntata) con Non devi perdermi
- Notte di Note Mediterranee - Premio alle eccellenze pugliesi: Personaggio dell'anno
- MTV EMA 2014: Best Italian Act
- MTV EMA 2014: Best Europe South Act
- Citazione nel Dizionario del pop-rock Zanichelli 2015[149]

2015
- Sorrento premia una stella
- Onstage Awards: Migliore fan base[150]
- MTV Awards 2015: Wonder Woman

2016
- Latin Music Italian Awards Best International Song of the Year per Comunque andare
- Guinness dei primati: Duetto più affollato della storia della musica
- Wind Music Awards Premio platino album per Vivere a colori
- Wind Music Awards Premio Platino Singolo per Comunque andare
- Premio Roma Videoclip per il video musicale di Vivere a colori

2019
- SEAT Music Awards Premio platino album per 10
- SEAT Music Awards Premio Live per il successo del 10 Tour

2021
- SEAT Music Awards Premio multiplatino singolo  per Karaoke

### Candidature
2010
- TRL Awards 2010 nella categoria MTV First Lady[31]
- TRL Awards 2010 nella categoria My TRL Best Video[31]

2012
- Kids' Choice Awards 2012 nella categoria Miglior cantante italiano[52]

2014
- Kids' Choice Awards 2014 nella categoria Miglior cantante italiano[151]
- MTV EMA 2014: Worldwide Act
- World Music Award come Miglior artista live nel mondo
- World Music Award come Miglior video nel mondo
- World Music Award come Artista femminile del millennio
- World Music Award come Miglior album internazionale per Amore puro
- World Music Award come Miglior intrattenitore nel mondo durante l'anno

2015
- MTV Love Clash come miglior singolo per San Valentino con Non devi perdermi: 2º posto
- MTV Awards 2015: Artist saga

2016
- Bama Music Awards: Miglior artista italiano
- MTV Awards 2016: Artist saga

2020
- Onstage Awards: Miglior artista femminile